# Gongzhu Hu
Gongzhu Hu (chinesisch 公主湖 Prinzessinsee) ist ein See an der Ingrid-Christensen-Küste des ostantarktischen Prinzessin-Elisabeth-Lands. Er liegt östlich des Lake Ferris auf der Halbinsel Stornes in den Larsemann Hills.
Chinesische Wissenschaftler benannten ihn 1991 im Zuge von Vermessungs- und Kartierungsarbeiten.